# マンスール・ベルナウイ
マンスール・ベルナウイ（Mansour Barnaoui、1992年9月20日 - ）は、フランスの男性総合格闘家。チュニス県チュニス出身。チーム・マグナム所属。元BAMMA世界ライト級王者。元ROAD FCライト級王者。元M-1 Globalライト級王者。マンスール・バルナウイとも表記される。

## 来歴
チュニジアのチュニスで生まれ、幼少期にフランスへ移住し貧しい生活を送った。14歳の時、パリ郊外の格闘技ジムでトレーニングを始め、グラップリング、ボクシング、パンクラチオンを経験し、最終的に総合格闘技へ転向した。

### 総合格闘技
2011年、 プロ総合格闘技デビュー。
2013年4月9日、M-1 Challenge 38でイスラム・マカチェフと対戦し、0-3の判定負け。
2013年9月14日、BAMMA 13のBAMMA世界ライト級王座決定戦でBAMMA英国ライト級王者カート・ウォーバートンと対戦し、パウンドで1RTKO勝ち。王座獲得に成功した。
2015年5月2日、M-1 Challenge 57のM-1ライト級タイトルマッチで王者マキシム・ディヴニッチに挑戦し、パウンドで1RTKO勝ち。王座獲得に成功した。
2015年10月10日、M-1 Challenge 62のM-1フェザー級タイトルマッチで王者イワン・ブーヒンガーに挑戦し、0-3の5R判定負け。王座獲得に失敗した。
2016年5月27日、KSW 35のKSWライト級王座決定戦でマテウス・ガムロットと対戦し、0-3の5R判定負け。王座獲得に失敗し、ファイト・オブ・ザ・ナイトを受賞した。
2017年7月、ROAD FCライト級100万ドルトーナメントに出場。ROAD FC 044のトーナメント1回戦でキム・チャンヒョンにリアネイキドチョークで1R一本勝ち。ROAD FC 044のトーナメント準々決勝でナンディン・エルデネ・ムングントスージにリアネイキドチョークで2R一本勝ち。ROAD FC 046のトーナメント準決勝で下石康太にリアネイキドチョークで3R一本勝ちし、決勝進出を果たした。
2019年2月23日、ROAD FC 052のトーナメント決勝でシャミル・ザヴロフと対戦し、右飛び膝蹴りで3RKO勝ち。トーナメント優勝を果たし、王者クォン・アソルへの挑戦権を獲得した。
2019年5月18日、ROAD FC 053のROAD FCライト級タイトルマッチで王者クォン・アソルに挑戦し、リアネイキドチョークで1R一本勝ち。王座獲得に成功し、賞金100万ドルを獲得した。

#### Bellator
2022年10月29日、Bellator初参戦となったBellator 287でアダム・ピッコロッティと対戦し、リアネイキドチョークで2R一本勝ち。
2023年5月12日、Bellator 296のBellatorライト級ワールドグランプリ1回戦でライト級ランキング4位のブレント・プリムスと対戦し、0-3の5R判定負け。

## 戦績
| 総合格闘技 戦績 | 総合格闘技 戦績 | 総合格闘技 戦績 | 総合格闘技 戦績 | 総合格闘技 戦績 | 総合格闘技 戦績 | 総合格闘技 戦績 |
| --------------- | --------------- | --------------- | --------------- | --------------- | --------------- | --------------- |
| 29 試合         | (T)KO           | 一本            | 判定            | その他          | 引き分け        | 無効試合        |
| 22 勝           | 6               | 15              | 1               | 0               | 0               | 0               |
| 7 敗            | 0               | 0               | 7               | 0               | 0               | 0               |

| 勝敗 | 対戦相手                               | 試合結果                        | 大会名                                                                        | 開催年月日     |
| ×    | アーチー・コルガン                     | 5分3R終了 判定0-3               | PFL Warld Tournament 2025                                                     | 2025年6月20日  |
| ○    | アルフィー・デイヴィス                 | 3R 3:41 リアネイキドチョーク    | PFL 10(2024)                                                                  | 2024年11月29日 |
| ○    | 矢地祐介                               | 1R 4:08 ブラボーチョーク        | Bellator Champions Series 2: Mix vs. Magomedov 2                              | 2024年5月17日  |
| ×    | ジェイ・ジェイ・ウィルソン             | 5分3R終了 判定0-3               | Bellator 299: Eblen vs. Edwards                                               | 2023年9月23日  |
| ×    | ブレント・プリムス                     | 5分5R終了 判定0-3               | Bellator 296: Mousasi vs. Edwards 【Bellatorライト級ワールドグランプリ1回戦】 | 2023年5月12日  |
| ○    | アダム・ピッコロッティ                 | 2R 2:51 リアネイキドチョーク    | Bellator 287: Piccolotti vs. Barnaoui                                         | 2022年10月29日 |
| ○    | クォン・アソル                         | 1R 3:44 リアネイキドチョーク    | ROAD FC 053 【ROAD FCライト級タイトルマッチ】                                 | 2019年5月18日  |
| ○    | シャミル・ザヴロフ                     | 3R 0:30 KO（右飛び膝蹴り）      | ROAD FC 046 【ROAD FCライト級100万ドルトーナメント決勝】                      | 2018年3月10日  |
| ○    | 下石康太                               | 3R 1:47 リアネイキドチョーク    | ROAD FC 046 【ROAD FCライト級100万ドルトーナメント準決勝】                    | 2018年3月10日  |
| ○    | ナンディン・エルデネ・ムングントスージ | 2R 2:02 リアネイキドチョーク    | ROAD FC 044 【ROAD FCライト級100万ドルトーナメント準々決勝】                  | 2017年11月11日 |
| ○    | キム・チャンヒョン                     | 1R 4:28 リアネイキドチョーク    | ROAD FC 040 【ROAD FCライト級100万ドルトーナメント1回戦】                     | 2017年7月15日  |
| ○    | キ・ウォンビン                         | 1R 4:28 リアネイキドチョーク    | ROAD FC 038                                                                   | 2017年4月15日  |
| ○    | ルーカス・クレヴィツキ                 | 1R 3:09 TKO（ドクターストップ） | KSW 37                                                                        | 2016年12月3日  |
| ×    | マテウス・ガムロット                   | 5分3R終了 判定0-3               | KSW 35 【KSWライト級王座決定戦】                                              | 2016年5月27日  |
| ×    | イワン・ブーヒンガー                   | 5分5R終了 判定0-3               | M-1 Challenge 62 【M-1フェザー級タイトルマッチ】                              | 2015年10月10日 |
| ○    | マキシム・ディヴニッチ                 | 1R 4:47 TKO（パウンド）         | M-1 Challenge 57 【M-1ライト級タイトルマッチ】                                | 2015年5月2日   |
| ○    | コリン・フレッチャー                   | 1R 4:00 リアネイキドチョーク    | BAMMA 14 【BAMMA世界ライト級タイトルマッチ】                                  | 2013年12月14日 |
| ○    | カート・ウォーバートン                 | 1R 4:08 TKO（パウンド）         | BAMMA 13 【BAMMA世界ライト級王座決定戦】                                      | 2013年9月14日  |
| ○    | ズルフィカル・ウスマノフ               | 3R 4:19 リアネイキドチョーク    | M-1 Challenge 41                                                              | 2013年8月21日  |
| ×    | イスラム・マカチェフ                   | 5分3R終了 判定0-3               | M-1 Challenge 38                                                              | 2013年4月9日   |
| ○    | イヴァン・ムサルド                     | 1R 2:03 TKO（パンチ連打）       | SHC 7                                                                         | 2013年3月9日   |
| ×    | ケビン・リー                           | 5分3R終了 判定0-3               | Instinct MMA: Instinct Fighting 4                                             | 2012年6月29日  |
| ○    | ブラッド・ウィーラー                   | 3R 4:26 リアネイキドチョーク    | Cage Warriors: Fight Night 4                                                  | 2012年3月16日  |
| ○    | アライク・マルガリアン                 | 2R 4:03 リアネイキドチョーク    | 100% Fight 7                                                                  | 2011年11月12日 |
| ○    | イーブス・ランドゥ                     | 5分3R終了 判定3-0               | 100% Fight 5                                                                  | 2011年5月28日  |
| ○    | ジュリエン・ブスージュ                 | 2R 3:51 TKO（膝蹴り連打）       | 100% Fight 5                                                                  | 2011年5月28日  |
| ○    | カベンネ・ケイベドラ                   | 2R 2:07 ノースサウスチョーク    | 100% Fight: Contenders 10                                                     | 2011年2月19日  |
| ○    | グレゴイア・ランバート                 | 1R 3:25 ノースサウスチョーク    | 100% Fight: Contenders 10                                                     | 2011年2月19日  |
| ○    | ゲイタン・ハーテル                     | 2R 4:00 リアネイキドチョーク    | 100% Fight: Contenders 10                                                     | 2011年2月19日  |

## 獲得タイトル
- 第2代BAMMA世界ライト級王座（2013年）
- 第6代M-1 Globalライト級王座（2015年）
- 第3代ROAD FCライト級王座（2019年）
- ROAD FCライト級100万ドルトーナメント優勝（2019年）

## 表彰
- KSW ファイト・オブ・ザ・ナイト（1回）